# Hylte kommun
Hylte kommun er en kommune i Hallands län i Sverige.

## Byområder
Der er seks byområder i Hylte kommun.
I tabellen vises byområderne i størrelsesorden pr. 31. december 2005. Hovedbyen er markeret med fed skrift.
| # | Byområde  | Befolkning |
| - | --------- | ---------- |
| 1 | Hyltebruk | 3.742      |
| 2 | Torup     | 1.239      |
| 3 | Unnaryd   | 760        |
| 4 | Rydöbruk  | 385        |
| 5 | Landeryd  | 372        |
| 6 | Kinnared  | 297        |

57°00′N 13°15′Ø / 57°N 13.25°Ø